# Storbritanniens marinkår

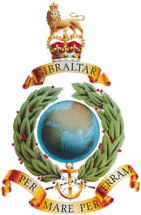
Royal Marines förbandstecken

Storbritanniens marinkår (engelska: Royal Marines (RM)) är landets amfibiska infanteri- och commandoförband. Det är ett amfibiskt förband med förmåga att verka i alla miljöer. Royal Marines ingår tillsammans med Storbritanniens flotta, i det som kallas för Naval Service (marinen).

## Historia
Grunden till den brittiska marinkåren lades 28 oktober 1664, då 1200 män organiserades av kronrådet för att strida till sjöss mot Nederländerna.
Under första världskriget deltog brittiska marinkåren i bland annat den amfibiska landningen vid Gallipoli 1915 och Zeebryggeräden 1918.   

## Ledning
Chefen för marinkåren (Commandant General RM), en generalmajor, är tillika chef för amfibiestridskrafterna (Commander UK Amphibious Forces).

## Organisation
Idag utgörs kärnan i Royal Marines av en brigad (3 Commando Brigade), som står i ständig beredskap som del av Storbritanniens snabbinsatsstyrkor. Brigaden består av tre enheter av bataljonsstorlek samt understödsförband, och är normalt baserade i sydvästra England. Soldaterna genomgår en hård infanteriutbildning och förbandet räknas som ett elitförband. Eftersom styrkan skall kunna sättas in var som helst i världen övas den i varierande terräng och klimat såsom arktisk kyla, öken och tropiska djungler.

## 3 Commando Brigade

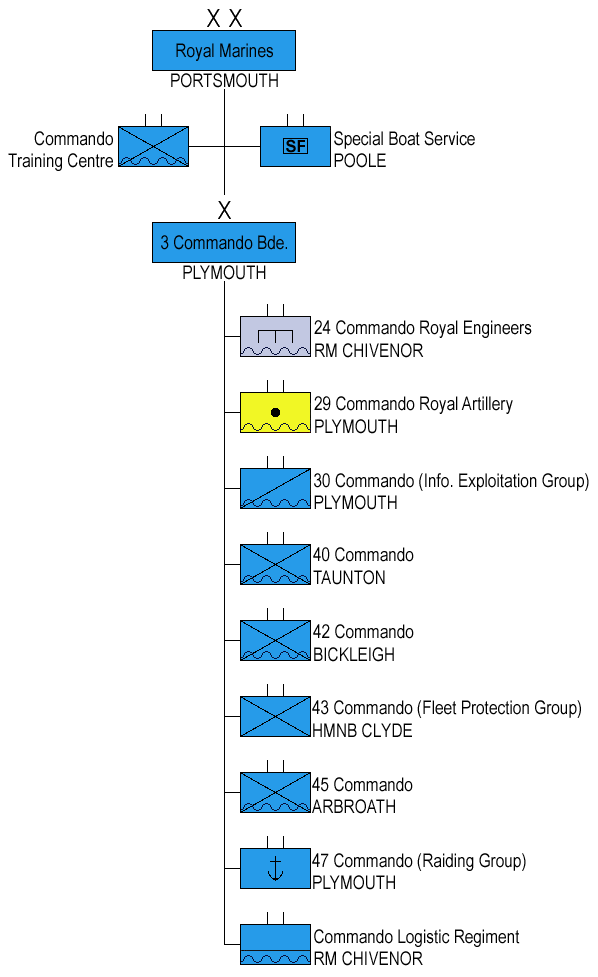
Den brittiska marinkårens organisation

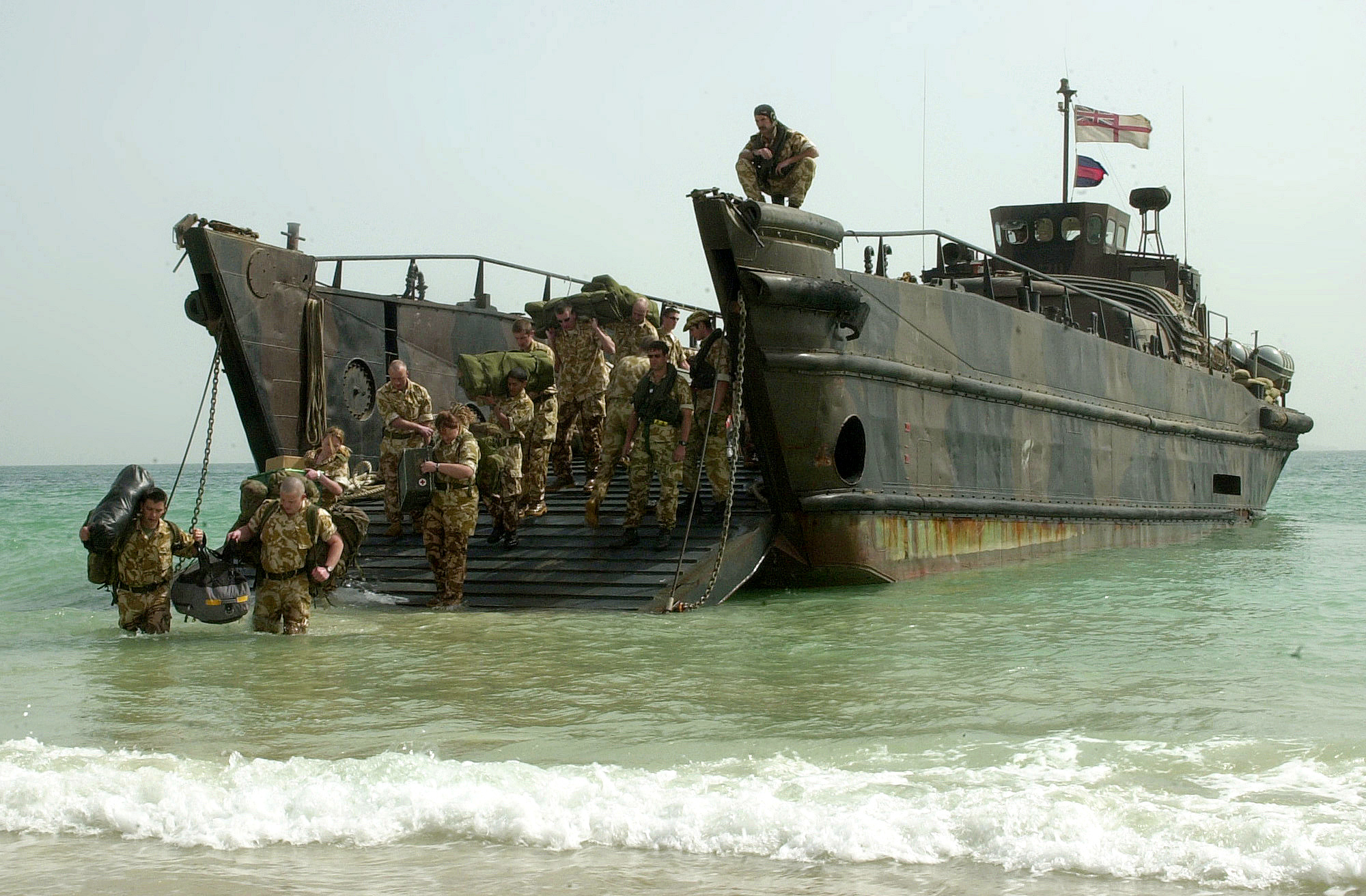
Royal Marines, landstigningsfarkost 2003.

- 40 Commando (status 2008: operativ tjänst i Afghanistan)[2]
- 42 Commando (status 2008: förbandsutbildning/baserad i Storbritannien) [2]
- 45 Commando (status 2008: förbandsutbildning/baserad i Storbritannien)[2]
- Royal Marines Stonehouse - depåförband för marinkårsbasen Stonehouse.[3]
- UK Landing Force Command Support Group (amfibieunderstödsbataljon)[4][5]
  - Communications Squadron - signalkompani
  - Support Squadron - understödskompani
    - Brigade Patrol Troop - brigadspaningspluton
    - Y Troop - telekrigföringspluton
    - Air Defence Troop - luftvärnsrobotpluton

  - Logistics Squadron - trosskompani
    - Royal Marines Police Troop - militärpolispluton (trafikreglering, polistjänst, närskydd)
- Commando Logistics Regiment (amfibieunderhållsbataljon)[6]
- 539 Assault Squadron Royal Marines (stridsbåtkompani)[7]

### Underställda arméförband[8]
- 29 Commando Regiment Royal Artillery (amfibieartilleribataljon)[9]
  - 23 (Gibraltar 1779 - 1783) Commando Headquarters Battery Royal Artillery (amfibieartilleribataljonsstabskompani)
  - 8 (Alma) Commando Battery Royal Artillery (amfibieartillerikompani)
  - 79 (Kirkee) Commando Battery Royal Artillery (amfibieartillerikompani)
  - 148 (Meiktila) Commando Forward Observation Battery Royal Artillery Naval Gunfire Support (artillerijägarkompani)
- 59 Commando Squadron Royal Engineers (amfibieingenjörskompani) (status 2008: operativ tjänst i Afghanistan[10])

## Utbildningscentrum
- Commando Training Center (status 2008: arktisk utbildning/baserad i Storbritannien)[2]

## Övriga marinkårsförband
- 1 Assault Group Royal Marines [11]
  - 10 Landing Craft Training Squadron Royal Marines (utbildningskompani för stridsbåtar) [12]
- Fleet Protection Group Royal Marines (basjägarbataljon)

Bataljonens huvuduppgift är att skydda de brittiska atomubåtsbaserna. Den består av ett stabskompani och tre skyttekompanier. 
- Special Boat Service specialförband

## Militära grader

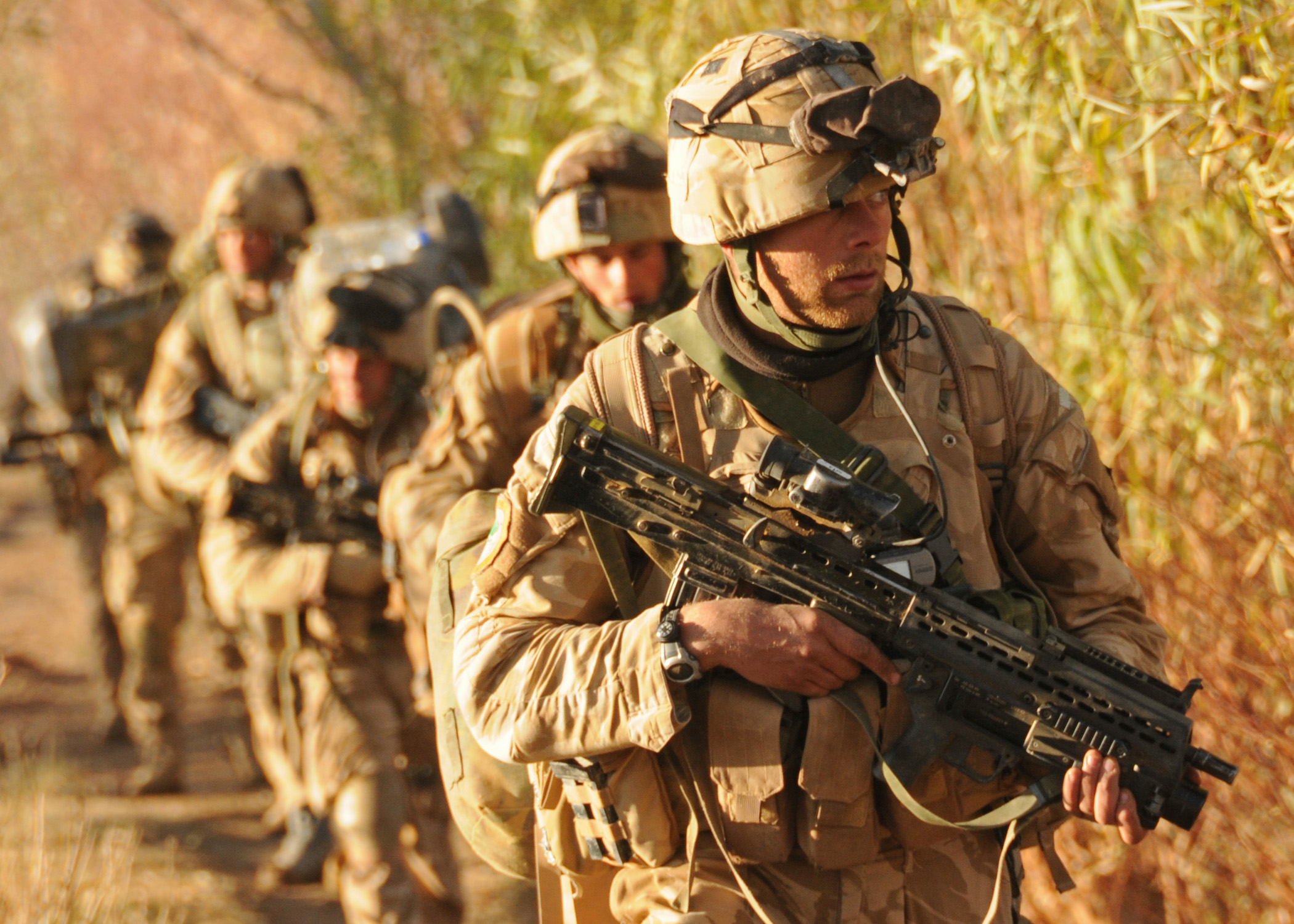
Royal Marines i Afghanistan.

### Officerare
| NATO-kod   | OF-9               | OF-8               | OF-7          | OF-6          | OF-5               | OF-4               | OF-3    | OF-2       | OF-1              | OF-1              |  |
| ---------- | ------------------ | ------------------ | ------------- | ------------- | ------------------ | ------------------ | ------- | ---------- | ----------------- | ----------------- |  |
| Royal Navy |                    |                    |               |               |                    |                    |         |            |                   |                   |  |
| General    | Lieutenant General | Major General      | Brigadier     | Colonel       | Lieutenant Colonel | Major              | Captain | Lieutenant | Second Lieutenant |                   |  |
|            | General            | Generallöjtnant    | Generalmajor  | Brigadgeneral | Överste            | Överstelöjtnant    | Major   | Kapten     | Löjtnant          | Fänrik            |  |
|            | General            | Lieutenant General | Major General | Brigadier     | Colonel            | Lieutenant Colonel | Major   | Captain    | Lieutenant        | Second Lieutenant |  |
|            |                    |                    |               |               |                    |                    |         |            |                   |                   |  |

### Övriga grader
| NATO-kod   | OR-9                | OR-9                | OR-9                | OR-8                   | OR-8                   | OR-8                   | OR-7                            | OR-7                            | OR-7                            | OR-6                | OR-6                | OR-6                | OR-5                | OR-5                | OR-5                | OR-4     | OR-4     | OR-4     | OR-3              | OR-3              | OR-3              | OR-2   | OR-2   | OR-2   | OR-1                | OR-1                | OR-1                |
| ---------- | ------------------- | ------------------- | ------------------- | ---------------------- | ---------------------- | ---------------------- | ------------------------------- | ------------------------------- | ------------------------------- | ------------------- | ------------------- | ------------------- | ------------------- | ------------------- | ------------------- | -------- | -------- | -------- | ----------------- | ----------------- | ----------------- | ------ | ------ | ------ | ------------------- | ------------------- | ------------------- |
| Regne Unit | Conductor           | Conductor           | Conductor           | Quartermaster Sergeant | Quartermaster Sergeant | Quartermaster Sergeant | Oficial Tècnic de Segona Classe | Oficial Tècnic de Segona Classe | Oficial Tècnic de Segona Classe | Sergent de Personal | Sergent de Personal | Sergent de Personal | saknar motsvarighet | saknar motsvarighet | saknar motsvarighet | Caporal  | Caporal  | Caporal  | Soldat de Primera | Soldat de Primera | Soldat de Primera | Marine | Marine | Marine | saknar motsvarighet | saknar motsvarighet | saknar motsvarighet |
| Regne Unit | Regementsförvaltare | Regementsförvaltare | Regementsförvaltare | Förvaltare             | Förvaltare             | Förvaltare             | Fanjunkare                      | Fanjunkare                      | Fanjunkare                      | Förste sergeant     | Förste sergeant     | Förste sergeant     | -                   | -                   | -                   | Korpral  | Korpral  | Korpral  | Vicekorpral       | Vicekorpral       | Vicekorpral       | Menig  | Menig  | Menig  | -                   | -                   | -                   |
|            | Warrant Officer 1   | Warrant Officer 1   | Warrant Officer 1   | Warrant Officer 2      | Warrant Officer 2      | Warrant Officer 2      | Colour Sergeant                 | Colour Sergeant                 | Colour Sergeant                 | Sergeant            | Sergeant            | Sergeant            | -                   | -                   | -                   | Corporal | Corporal | Corporal | Lance Corporal    | Lance Corporal    | Lance Corporal    | Marine | Marine | Marine | -                   | -                   | -                   |

Källa: